# حمود الدلهمي
حمود الدلهمي (7 نوفمبر 1971-) هو عداء عُماني متقاعد، من مواليد مسقط، كان متخصصاً في سباقي 100 و200 متر. مثّل سلطنة عمان في دورتين من الألعاب الأولمبية (2000 و2004). حقق أفضل أزمنته في سباق 100 متر بزمن قدره 10.44 ثانية، وفي سباق 200 متر بزمن قدره 20.94 ثانية، وذلك خلال مشاركته في بطولة عموم العرب لعام 1999 التي أقيمت في بيروت، لبنان. حيث تم تكليفه بحمل علم سلطنة عمان خلال حفل افتتاح دورة الألعاب الأولمبية في أثينا عام 2004، كتكريم لدوره في تمثيل البلاد على المستوى الدولي.

## مشاركاته الأولمبية
شارك الدلهمي للمرة الأولى في دورة الألعاب الأولمبية الصيفية لعام 2000 التي أقيمت في سيدني، حيث كان عضواً في فريق التتابع العماني لسباق 4 × 100 متر للرجال. ركض في المرحلة الثانية من السباق ضمن المجموعة الرابعة، وحقق الفريق العماني أفضل أزمنته الموسمية بزمن قدره 39.82 ثانية، لكنه حل في المركز السادس في مجموعته، والمركز الثامن والعشرين في الترتيب العام من التصفيات التمهيدية. وفي دورة الألعاب الآسيوية لعام 2002 التي أقيمت في بوسان، كوريا الجنوبية، كما شارك في سباق 200 متر، وحقق المركز الثامن بزمن قدره 21.25 ثانية، متأخراً بفارق ثانية كاملة عن الياباني شينغو سوتسوغو، الذي أحرز المركز الأول في السباق. وبعد مرور أربع سنوات، عاد الدلهمي للمشاركة في دورة الألعاب الأولمبية الصيفية لعام 2004 في أثينا، حيث تأهل لسباق 200 متر للرجال عبر بطاقة دعوة تلقاها من الاتحاد الدولي لألعاب القوى، دون الحاجة لتحقيق زمن تأهيلي مسبق. في الجولة التمهيدية، ركض الدلهمي ضد سبعة رياضيين آخرين في المجموعة الرابعة، واحتل المركز السابع بزمن قدره 21.82 ثانية، متقدماً على الياباني ريو ماتسودا. إلا أنه فشل في التأهل إلى الدور نصف النهائي، حيث حل في المركز التاسع والأربعين بالتساوي مع العداء مفيلاف دلاميني من سوازيلاند.

## روابط خارجية
- حمود الدلهمي على موقع الاتحاد الدولي لألعاب القوى (الإنجليزية)
- حمود الدلهمي على موقع أوليمبيديا (الإنجليزية)